# Вера Костић
Вера Костић (Београд, 14. јул 1925 - Београд, 27. фебруар 2011) била је српска балерина и кореограф.

## Биографија
Рођена је у Београду, у грађанској породици која је волела уметност, посебно позориште. Са четири године почела је да учи класичан балет код Јелене Пољакове, примабалерине, педагога и кореографа Маријинског театра, која је, као што је познато, својим педагошким и кореографским радом извршила велики утицај наразвој Балета Народног позоришта и многе генерације балетских играчау Београду. Знање и савети Ј. Пољакове, десетогодишњи рад са њом, били су од пресудне важности за Веру Костић која је, већ са четрнаест година, играла солистичке класичне и карактерне улоге на концертима и у балетским дивертисманима. Вера Костић је завршила Музичку школу и класичну гимназију (Трећу женску). Волела је да чита, а нарочито да посматра људе, са истанчаним осећањем за уочавање особености у понашању у одређеним околностима, што је доцније у њеном уметничком животу допринело профилисању ликова и карактера које је играла или смишљала. Музичко образовање допринело је развијању креативне имагинације, осетљивости за ритам, динамику и стилске финесе њених кореографија.Вера Костић је већ у најранијем детињству испољавала склоност ка маштању, измишљању, прерушавању, преобликовању. Уз то, кореографисала је, већ као девојчица, за приредбе и концерте. „Режирајући” прво за себе, код куће, један измаштани свет, Вера Костић као да је желела да се уздигне над свакодневном реалношћу, репродукујући на веома оригиналан начин властито животно искуство.

## Играчко стваралаштво
Са петнаест година постала је члан Балета Народног позоришта. После дебија у Жизели (Жизелине другарице), солâ у Поподне једног фауна М. Ристића (1943), Фантастичној симфонији и Чаробном дућану (1944), Дивертисману (полка са М. Мишковићем) Георгија Скригина(1945), Валпургијској ноћи Б. Књазева, убрзо је постала солисткиња, а потом и примабалерина. Одиграла је многе главне и солистичке улоге у балетима и операма: Марију у Бахчисарајској фонтани Р. Захарова, соло у Силфидама, Естелу у Карневалу, Девојку у Сну о ружи по Фокиновом балету Spectre de la rose, Зобеиду у Шехерезади, Гитану у Болеру, соло у Балерини и бандитима, Бисерку и Звезду Даницу у Охридској легенди Маргарите Фроман, Кнегињину савест у Балади о једној средњовековној љубави Пија и Пине Млакар, Копелију-Сванилду у Копелији Д. Парлића, Одилију у Лабудовом језеру Н. Кирсанове, Циганку у Лицитарском срцу Д. Парлића, Мачку у Перици и вуку Д. Парлића, соло у Симфонији у ц-дуру Д. Парлића, Рибареву жену у Златној рибици Лј. Вајс, Тијен-Ву у Кинеској причи Д. Парлића, Жозефину у Краљици острва Д.Парлића, Мирту у Жизели Л. Лавровског, Дадиљу у Ромеу и Јулији д. Парлића и др. Партнери Вере Костић били су најистакнутији играчи Београдског балета: Милош Ристић, Славко Ержен, Димитрије Парлић, Никола Тарановски, Милорад Мишковић, Душан Трнинић, Бранко Марковић, Градимир Хаџи-Славковић, Милан Момчиловић, Борис Радак, Жарко Пребил и др. Улоге и сола Вере Костић у балетским деоницама опера биле су веома запажене: Играчица у Проданој невести Б. Сметане, Половецка девојка у Половецким играма (сцена у Половецком логору у опери Кнез Игор А. Бородина); соло у сцени тријумфа у опери Аида Ђ. Вердија; Лилит у Валпургијској ноћи из опере Фауст Ш. Гуноа; Кармен у истоименој опери Ж. Бизеа, Црни лабуд у опери Љубав за три наранџе С. Прокофјева, итд.

## Кореографско стваралаштво
Трагалац за неконвенционалним изразима и формама, и њихов творац, Вера Костић је пре свега била кореограф драмских балета. Или, боље рећи, познавалац и сликар људске драме. Обједињујући неокласични балетски изразса савременим играчким правцима, наступајући са новим темама и оригиналним виђењима, Вера Костић је – било да се радило о сижеима заснованим на уметничким фикцијама или на животним чињеницама, историјским догађајима, миту или предањима (бајке, легенде, фолклорно наслеђе) – експресивним играчким језиком транспоновала унутрашње емоције ликова, а адекватним метафоричним језиком трагичне, често апсурдне ситуације. Но стилизовани покрети, метафоре и симболични ликови и ситуације нису били инсипирисани само животом, већ и уметничким наслеђем (сликама, скулптурама, барељефима, споменицима, стећцима, музичким и литерарним делима) који, у односу на доба у којем је стварала, сежу од најмодернијих, уназад, до архаичних архетипова несвесног – митова, легенди, световних и свештених ритуала, оралног и писаног фолклорног богатства светске баштине.
Кореографисала је, већ као девојчица, за приредбе и концерте. „Режирајући” прво за себе, код куће, један измаштани свет, Вера Костић када је желела да се уздигне над свакодневном реалношћу, репродукујући на веома оригиналан начин властито животно искуство. Стога је нетачан податак да се као почетак кореографског рада Костићеве узима година 1959. Она је и пре тога поставила Сукову Љубавна песма (у Аматерском културном друштву „Бранко Крсмановић”) и друге концертне нумере и дивертисмане, а од 1959, више од 35 целовечерњих или кратких балета, како на београдским сценама тако и по свим главним градовима некадашње Југославије. Две њене кореографије (Сицилијаносове Баханткиње, Атина, 1962, и балетске деонице опере Цар Салтан, Висбаден, 1960) премијерно су изведене у иностранству. Многи балети Вере Костић били су у играчком и музичком погледу светске праизведбе. Припремивши се, и то веома студиозно, у кореографском, музичком, тематском и лексичком смислу, кореографисала је многе опере, осам балета за београдску телевизију, као и неколико изванредних краћих балета, савремених по изразу и режији, за Малу (земунску) сцену Народног позоришта и Дом синдиката у Београду. Као што смо рекли, Костићева није била импровизатор, већ веома припремљени кореограф који је прецизно знао шта хоће и који се трудио да код играча подстакне креативну имагинацију. Ансамблу је знала да сугерише стил, епоху, особености музичке и либретистичке потке, а пре свега визију света из које су проистицали израз и лексика корака. Већ у својим најранијим балетским и оперским кореографијама, В. Костић је значила отварање ка модернитету и савремености израза, како у тематском и стилском тако и у мизансценском погледу, за шта пример пружају балетске деонице у операма Хованшчина, Симонида, Цар Салтан, Изолдина смрт (фрагмент из Танхојзера, Нибелуншки прстен), Аида и другим. Скидајући упорно и проницљиво, са онога што је дотад било површно виђено и банализовано, сувишне слојеве нанете временом и људском нехајношћу, откривала нам је, мало-помало, обрисе своје изванредне фреске, под којом се наслућивала нека претходна фреска, а испод ове остаци давних потеза опет неке претходне, све у тежњи да на видело изнесе оно што је најдубље, најсуштаственије у уметничком изразу. Указивао се огроман рад, вишеслојан, раскошних боја и необичних форми и решења, техникâ које су проистицале из властитог времена, комбинујући старо и ново. Био је то рад понекад револуционарно нов, а недовољно запажен, и у тренуцима највећих креативних достигнућа и највиших узлета маште оригиналан до свевремености.

## Признања и награде
За свој рад добила је многа признања и награде:
Омладинску награду (1947) за Адађо у балету Зачарана лепотица, Седмојулску награду (1951) за улогу Лилит (у Фаусту). За четири балета у извођењу Македонског народног театра, Четири виђења на музику Љ. Бранђолице, Т. Зографског, Т. Прошева и Б. Ивановског, добила је Награду критике (1972, Љубљана, Југословенски балетски бијенале). За балет Птицо не склапај своја крила Е. Јосифа (праизведба, 1970) добила је награду Београдских музичких свечаности; за балет Даринкин дар З. Христића, првобитно изведен на смотри Мермер и звуци у Аранђеловцу, добила је 1974. награду Народног позоришта за најбољу представу у сезони. За музички колаж Помрачења добила је Златну колајну 12. фестивала монодраме и пантомиме (сцена у Земуну) и Награду публике на 28. БИТЕФ-у, као и награду СИЗ културе града Београда 1984, за исто; заједно са Душаном Трнинићем добила је Награду „Димитрије Парлић” (2000) и Награду за животно дело Удружења балетских уметника Србије. За животно дело Вера Костић одликована је и Орденом заслуга за народ са сребрном звездом.